# Ko Bergman
Jacobus Frederik Theodorus Bergman (Amsterdam, 16 december 1913 - Hellendoorn, 19 november 1982) was een Nederlands voormalig voetballer die als aanvaller speelde. Hij werd Ko of Co genoemd.

## Clubcarrière
Clubs: RKSVF (Amsterdam), Wilskracht (Amsterdam), St. Louis (Amsterdam), Blauw-Wit (Amsterdam)
Co speelde bij RKSVF linkshalf en was keeper bij Wilskracht en St. Louis.
Daarna vond hij bij Blauw-Wit zijn ware plaats. Hij werd er als veertienjarige linksbuiten gezet.
Reeds als 17-jarige speelde Co Bergman in het eerste elftal van Blauw-Wit. De roodharige speler met de gekromde rug (zijn bijnaam was destijds de rode kater) beschikte over een splijtende pass bij de aanval. Strafschoppen waren een specialisme van de tweebenige linksbuiten. Hij schoot ze, zowel met zijn linkerbeen als met zijn rechterbeen, zoals 30 jaar later Johan Neeskens, onvoorstelbaar hard, meestal halfhoog links binnen de doelpaal. Hij heeft nooit een penalty gemist, het waren zekere doelpunten!
Bergman speelde tussen 1930 en 1951 in totaal 369 wedstrijden voor Blauw-Wit, alle in de hoogste klasse in de Nederlandse voetbalcompetitie, voor hij zich op 37-jarige leeftijd in 1951 uit de actieve voetbalsport terugtrok.
Dat is, ondanks de onderbreking in de Tweede Wereldoorlog, nog steeds een clubrecord.

## Internationale carrière
Tussen 1937 en 1947 kwam Bergman acht keer uit voor het Nederlands voetbalelftal, waarbij hij vijf doelpunten maakte. Hij speelde in het Nederlands elftal samen met onder meer het zogenaamde Gouden Binnentrio: Abe Lenstra, Faas Wilkes, Kees Rijvers.
Bergman was 22 toen hij in de belangstelling kwam van de keuzecommissie van de KNVB.
Op 1 november 1936 werd hij opgenomen in de selectie voor het Nederlands elftal, maar hij bleef bij de 3-3 tegen Noorwegen op de reservebank. Het duurde bijna een jaar voordat hij voor het eerst mocht optreden in het Oranje shirt: 31 oktober 1937 debuteerde hij tegen Frankrijk, in het Olympisch Stadion in zijn woonplaats Amsterdam, in de basisopstelling van de Nederlanders, ter vervanging van Joop van Nellen (DHC Delft). Frankrijk won met 3-2, Kick Smit (HFC Haarlem) maakte de twee Nederlandse doelpunten.
De keuzecommissie en bondscoach Bob Glendenning gaven Bergman ook in de volgende wedstrijd tegen Luxemburg hun vertrouwen. Oranje won met 4-0, Bergman scoorde niet, maar opnieuw drie keer Kick Smit en eenmaal Piet de Boer (KFC Koog aan de Zaan). Bergman moest daarna bijna tweeënhalf jaar wachten op de volgende wedstrijd voor zijn land, nadat hij eerst Kees Mijnders (D.F.C. Dordrecht) zijn positie had zien innemen en twee wedstrijden later kwam Bertus de Harder (VUC Den Haag) in het team. Bergman werd vóór de bezetting door de Duitsers nog slechts eenmaal opgesteld, een verlies van 4-5 tegen Luxemburg, de zogenaamde "schande van Rotterdam". In deze wedstrijd debuteerden Abe Lenstra (sc Heerenveen) en vier andere spelers.
De oorlog verhinderde verdere interlandwedstrijden voor Bergman, maar toen op 10 maart 1946 de eerste naoorlogse interland werd gespeeld, was hij weer terug. Het was wederom tegen Luxemburg, deze keer in de hoofdstad Luxemburg van dat land. Deze keer won Nederland en droeg Bergman één doelpunt bij aan de 6-2 score, viermaal scoorde Faas Wilkes (Xerxes Rotterdam) en eenmaal maakte Kees Rijvers (NAC Breda) een doelpunt. Daarna speelde Bergman nog vier wedstrijden voor het Nederlands elftal, waaronder de beruchte 2-8 nederlaag in Huddersfield tegen gastheer Engeland (de laatste wedstrijd waarin het Nederlands elftal nog speelde met een aanvallende spil). Hij maakte een van de twee Nederlandse doelpunten. Daarna volgde een 2-1-overwinning tegen België, waarin hij beide doelpunten op dezelfde wijze maakte: met een schijnbeweging de rechtsback naar buiten jagend en zelf binnendoor draaiend om vervolgens met zijn rechterbeen de bal in het doel te krommen. In zijn laatste wedstrijd speelde hij, net als bij zijn debuut, tegen Frankrijk. Dit keer in een uitwedstrijd: in Colombes in Frankrijk verloor Nederland met 4-0. Na acht wedstrijden, waarin Bergman vijf doelpunten maakte, kwam een einde aan zijn internationale voetbalcarrière.

## Maatschappelijke carrière

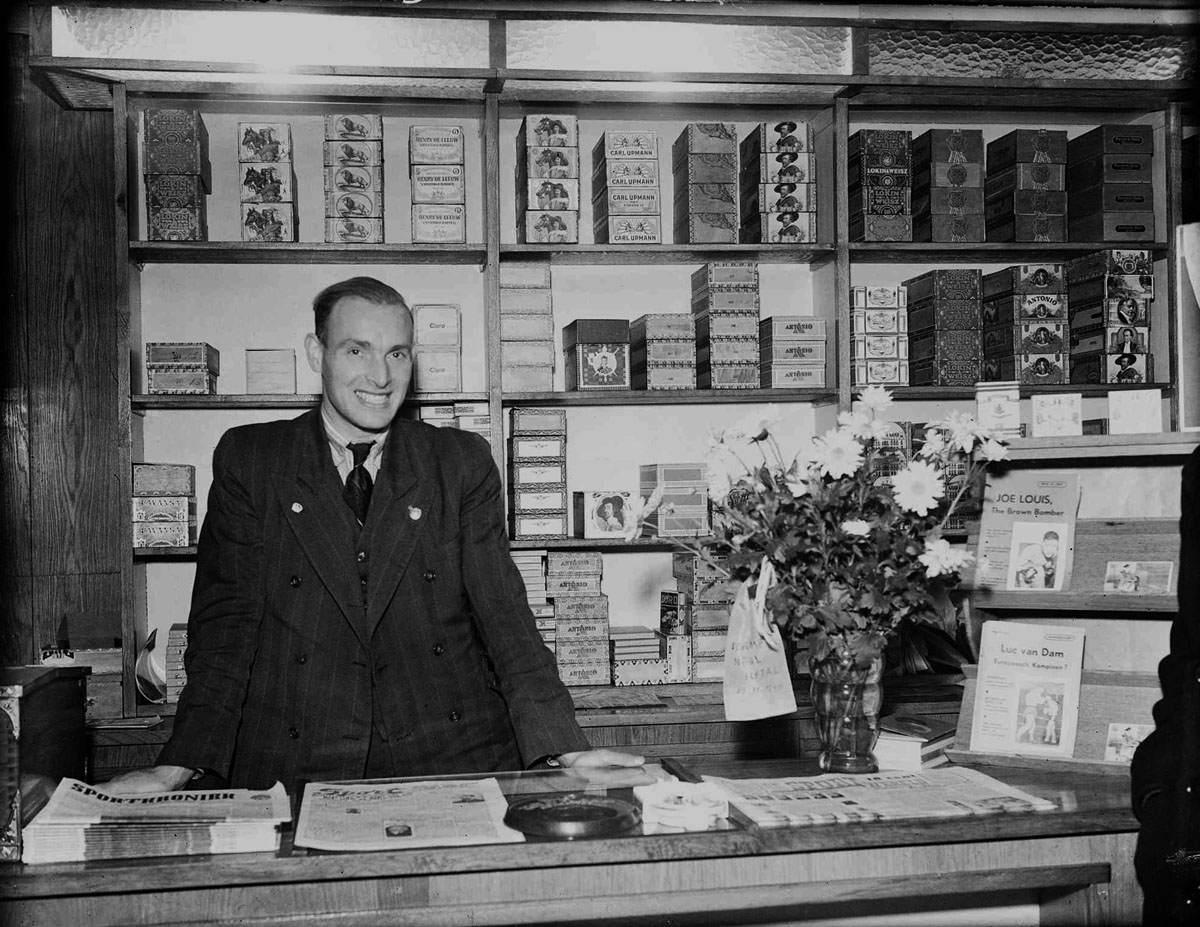
Bergman in zijn sigarenwinkel 'Het Koggeschip' in de Amsterdamse Zoutsteeg (1946)

Co Bergman verloor al op zeer jonge leeftijd, 4 jaar, zijn vader, die overleed aan de gevolgen van de Spaanse griep in 1918. Zijn moeder bleef met 7 minderjarige kinderen achter en kon maar met moeite rondkomen. Co groeide in armoede op en kwam niet verder dan het diploma metaalbewerking van de ambachtsschool. Tijdens de Tweede Wereldoorlog werkte hij als hulp in een bakkerij en als broodbezorger. Die functie gebruikte hij in het verzet door ondergedoken landgenoten in het geheim te voorzien van etenswaren.
Voetbal was in Nederland in die tijd nog uitsluitend amateurvoetbal.
Na de oorlog kocht Co Bergman samen met Cor Wilders een sigarenwinkel op de Zoutsteeg 12 in de Amsterdamse binnenstad, een drukke doorloopsteeg tussen de Nieuwendijk en het Damrak bij de Bijenkorf. Cor Wilders haakte af omdat hij zijn baan als kassier bij de AMRO Bank uiteindelijk niet wilde opgeven, waarna Co het deel van Cor Wilders afkocht en beroepsmatig zelfstandig winkelier werd als eigenaar van een tabakswinkel, met o.a. ook verkoop van sportbladen en voorverkoop van alle sportevenementen.